# Will You Marry Me?
Pour les articles homonymes, voir Marry Me.
Singles de Paula Abdul
Vibeology
(1991) My Love Is for Real
(1993)
Will You Marry Me? est une chanson de l'artiste américaine Paula Abdul issue de son second album studio Spellbound. Elle sort en single le 29 juin 1992 sous le label Virgin Records.

## Performance dans les hits-parades
| Classement (1992)               | Meilleure position |
| ------------------------------- | ------------------ |
| Allemagne (Media Control AG)    | 74                 |
| Canada (RPM Top 100 Singles)    | 6                  |
| Royaume-Uni (UK Singles Chart)  | 73                 |
| États-Unis (Hot 100)            | 19                 |
| États-Unis (Adult Contemporary) | 17                 |